# معهد الإدارة الرصافة
معهد الادارة الرصافة يقع في محافظة بغداد في باب المعظم تأسس  عام 1964 لتخريج الملاكات الإدارية الوسطى من خلال قبول الطلبة من خريجي الدراسة الإعدادية للفرعين العلمي والأدبي والتجاري والصناعي ومنحهم شهادة الدبلوم التقني ويضم عدة أقسام علمية.

## أقسام المعهد
- المحاسبة تأسس عام 1971
- تقنيات إدارة المكتب تأسس عام 1971
- تقنيات إدارة الموارد تأسس عام 1972
- أنظمة الحاسبات تأسس عام 1985
- الإحصاء والمعلوماتية تأسس عام 2007
- تقنيات مالية ومصرفية تأسس عام 2007
- تقنيات المعلومات والمكتبات تأسس عام 2007
- تقنيات الإدارة الرياضية 2014

## عمداء المعهد
1. السيد طه ياسين الحديثي (1969 – 1972)
2. السيد عبد الغني نصيف (1972 – 1973)
3. السيد عدنان إبراهيم علو (1973)
4. السيد عبد الرزاق الشيخلي (1973 – 1975)
5. السيد سعد الله حسن (1975 – 1977)
6. د. شوقي ناجي جواد (1977 – 1979)
7. السيد إسماعيل محمد علي طاهر (1979 – 1980)
8. السيدة اديبة المشاط (1980 – 1981)
9. السيد ضياء سلامة عبد المجيد (1981)
10. السيدة سعاد إبراهيم علي (1981)
11. د. ربيع عبد الحميد الهاشمي (1982 – 1984)
12. السيد عبد الكريم محسن باقر (1984 – 1988)
13. د. محمد عبد الوهاب العزاوي (1988 – 1993)
14. د. سعد  زناد دروش (1993 – 2000)
15. د. عادل طالب المعاضيدي (2000 – 2003)
16. د. هلال ادريس مجيد (2003 – 2007)
17. د. ثامر جعفر الله ويردي (2007 -2008)
18. د. محمد ناصر (2008 - 2012)
19. بتول جعفر علي (2012-2018)
20. د. سوسن جواد حسين (2018 - 2019)
21. د. الهام سلمان يوسف (2019 - 2025 )
22. د. اسماعيل هادي جلوب (2025 - لحد الان)

## وصلات خارجية
- الموقع الرسمي للمعهد